# خليل الحمرا
خليل الحمرا (1979) مصور صحفي فلسطيني، يعد هو أول مصور عربي يحصل على جائزة الميدالية الذهبية “روبرت كابا” لصوره في تغطية حرب غزة عام 2008